# Lonchaea chorea
Lonchaea chorea is een vliegensoort uit de familie van de Lonchaeidae. De wetenschappelijke naam van de soort is voor het eerst geldig gepubliceerd in 1781 door Fabricius.